# Cleome limmenensis
Cleome limmenensis är en paradisblomsterväxtart som beskrevs av Philip Sydney Short. Cleome limmenensis ingår i släktet paradisblomstersläktet, och familjen paradisblomsterväxter. Inga underarter finns listade i Catalogue of Life.